# Pressing
Pressing (ang. naciskanie) – sposób prowadzenia gry w piłce nożnej, który ma na celu jak najszybsze odebranie piłki drużynie przeciwnej, jak najdalej od własnej bramki.
Wyróżnia się trzy formy pressingu: niski, średni i wysoki. W przypadku pressingu niskiego zawodnicy próbują odebrać piłkę przeciwnikowi na własnej połowie, w przypadku pressingu średniego w okolicach linii środkowej, w przypadku pressingu wysokiego – już na połowie przeciwnika. Dobór formy pressingu powinien zależeć od przygotowania kondycyjnego zawodników (wysoki pressing jest najbardziej wymagający kondycyjnie) oraz od potencjału drużyny przeciwnej (z przeciwnikiem słabszym od siebie raczej stosuje się pressing wysoki, z mocniejszym – niski).
Pojęcie pressingu występuje również w innych grach zespołowych. W koszykówce jako pressing określa się krycie indywidualne na całym boisku (nie tylko na własnej połowie).